# Paepalanthus schomburgkii
Paepalanthus schomburgkii är en gräsväxtart som beskrevs av Johann Friedrich Klotzsch och Friedrich August Körnicke. Paepalanthus schomburgkii ingår i släktet Paepalanthus och familjen Eriocaulaceae. Inga underarter finns listade i Catalogue of Life.